# Elena Artioli
Elena Artioli (* 19. Juni 1970 in Bozen) ist eine Südtiroler Unternehmerin und Politikerin.

## Biographie
Elena Artioli wurde 1970 als Tochter des italienischsprachigen Bozner Unternehmers Romano Artioli und einer deutschsprachigen Südtirolerin in Bozen geboren. Nach Abschluss ihres Wirtschaftsstudiums (laurea in economia) an der LUISS in Rom war Artioli als Unternehmerin tätig. Im Jahr 2005 wurde sie für die Südtiroler Volkspartei in den Bozner Gemeinderat gewählt. Artioli, die mit dem deutschsprachigen Südtiroler Heimo Staffler verheiratet ist, tritt bewusst als gemischtsprachige Politikerin auf.
2008 wechselte sie zur Lega Nord, die sie nach einer erfolgreichen Kandidatur bei den Landtagswahlen 2008 eine Legislaturperiode lang als Abgeordnete im Südtiroler Landtag und damit gleichzeitig im Regionalrat Trentino-Südtirol vertrat. Bei den Landtagswahlen 2013 erreichte sie auf einer gemeinsamen Liste von Berlusconis Forza Alto Adige, der Lega Nord und dem von ihr selbst gegründeten Team Autonomie mit einem Restmandat die Wiederwahl.
2016 kandidierte Artioli für das Amt des Bozner Bürgermeisters, erreichte jedoch nur 1,88 % und verpasste den Einzug in den Gemeinderat.
Im Vorfeld der Landtagswahlen 2018 verzichtete Artioli auf eine erneute Kandidatur und schied in der Folge aus der aktiven Politik aus.